# К̣
К̣к̣ (к с точкой снизу) — буква расширенной кириллицы. Используется в кириллизациях арабского, персидского и пушту языка.

## Использование
В кириллизации арабского языка буква к̣ соответствует арабской букве к̣аф (ق). В латинском варианте соответствует q, хотя там иногда используется ḳ. Обозначает звук /q/ (в некоторых диалектах /ɢ/).
Используется также в кириллизации персидского, где означает звук /ɢ~ɣ/, и также соответствует арабской букве к̣аф, а в латинском варианте соответствует q. Таджикский эквалилент - каф(қ). В кириллизации пушту также используется для буквы ق, а в латинском варианте q и означает звуки /q~ɢ/.
Итого, к̣ обозначает следующие звуки: q, ɢ, ɣ, d͡ʒ, ɡ, k, d͡z, ʁ и ʔ.

## Таблица кодов
Буква может представлена в Юникоде как:
| Форма     | Буква | Буква и диакритический знак | Юникод        | Название в Юникоде                                  |
| --------- | ----- | --------------------------- | ------------- | --------------------------------------------------- |
| Заглавная | К̣     | К◌̣                          | U+041A U+0323 | CYRILLIC CAPITAL LETTER KA WITH COMBINING DOT BELOW |
| Строчная  | к̣     | к◌̣                          | U+043A U+0323 | CYRILLIC SMALL LETTER KA WITH COMBINING DOT BELOW   |